# NGC 6482
NGC 6482 (również PGC 61009 lub UGC 11009) – galaktyka eliptyczna (E), znajdująca się w gwiazdozbiorze Herkulesa. Odkrył ją John Herschel 12 lipca 1830 roku.